# Eleventh Hour – Einsatz in letzter Sekunde
Eleventh Hour – Einsatz in letzter Sekunde (orig. Eleventh Hour) ist eine US-amerikanische Mystery- und Krimiserie, die in den USA von CBS ausgestrahlt wurde. Die Hauptrollen spielen Rufus Sewell, der als Biophysiker für die Bundespolizei FBI Fälle aufklärt, und Marley Shelton, die ihm als FBI-Agentin zur Seite gestellt wird.
Die Serie wurde nur eine Staffel ausgestrahlt. Sie basiert auf der gleichnamigen britischen ITV-Miniserie aus dem Jahr 2006 mit Patrick Stewart und Ashley Jensen in den Hauptrollen.

## Handlung
In der Serie geht es um Dr. Jacob Hood, einen brillanten Biophysiker, der für das FBI arbeitet und Verbrechen aufklärt, die im Namen der Wissenschaft begangen wurden. Der Chef des FBI, Frank Fuller, der zugleich ein guter Freund von Hood ist, heuert Hood nach dem Krebstod seiner Frau an. Hood soll die zunehmende missbräuchliche Verwendung von wissenschaftlichen Erkenntnissen recherchieren. Die daraus resultierenden Straftaten konnten bislang nicht aufgeklärt werden. Das Spektrum reicht dabei von Klonen bis zu Wunderheilungen. Bei den Ermittlungen taucht immer wieder ein Arzt mit dem Spitznamen „Gepetto“ auf. Seit Jahren versucht Dr. Hood Gepetto ausfindig zu machen, da er dessen Beteiligung beim Klonen von Menschen vermutet.

## Figuren
| Figur          | Darsteller         | Deutscher Sprecher |
| -------------- | ------------------ | ------------------ |
| Dr. Jacob Hood | Rufus Sewell       | Thomas Nero Wolff  |
| Rachel Young   | Marley Shelton     | Katrin Zimmermann  |
| Felix Lee      | Omar Benson Miller | Robin Kahnmeyer    |

- Dr. Jacob Hood ist die Hauptfigur von Eleventh Hour und ein Biophysiker, der als wissenschaftlicher Berater dem FBI hilft Fälle, die einen wissenschaftlichen Hintergrund haben, zu lösen.

- FBI Special Agent Rachel Young ist als Bodyguard  Dr. Hood  zur Seite gestellt. Sie soll auf Hood aufpassen und ihn im Ernstfall auch unter Einsatz ihres Lebens beschützen.

- FBI Special Agent Felix Lee ergänzt ab Folge 14 das Team, ein Nachwuchsagent des FBI. Anfangs nur als Praktikant bei den Ermittlungen dabei, ist er ganz begierig darauf, dauerhaft das Team zu unterstützen. Später ist er für die Recherchen zuständig, während Hood und Young vor Ort ermitteln.

## Entstehung & Veröffentlichung
Die ursprüngliche ITV-Version hatte eine Laufzeit von vier 90-minütigen Episoden. Die Pilot-Episode hatte mit einem Budget von vier Millionen Dollar den höchsten der gesamten Staffel die anderen Episoden kosteten etwa zwei Millionen Dollar.
In den USA wurde die Serie donnerstags um 22:00 Uhr von CBS ausgestrahlt. Mit 12 Millionen Zuschauern erreichte die Serie in der Saison 2008–2009 #22 in den Nielsen Ratings. In Deutschland lief die Erstausstrahlung der Serie von September 2009 bis Januar 2010 samstags um 21:15 Uhr auf Kabel eins. Sie erreichte 1,22 Millionen Zuschauer. Ein Jahr später wurde die Serie dort wiederholt und Anfang 2013 freitags um 23.15 Uhr erneut.
| #  | Deutscher Titel   | Originaltitel | Dt. Premiere  | Premiere      |
| -- | ----------------- | ------------- | ------------- | ------------- |
| 1  | Auferstehung      | Resurrection  | 19. Sep. 2009 | 9. Okt. 2008  |
| 2  | Herztod           | Cardiac       | 26. Sep. 2009 | 16. Okt. 2008 |
| 3  | Tödliche Früchte  | Agro          | 3. Okt. 2009  | 23. Okt. 2008 |
| 4  | Savant            | Savant        | 10. Okt. 2009 | 30. Okt. 2008 |
| 5  | Das Virus         | Containment   | 17. Okt. 2009 | 6. Nov. 2008  |
| 6  | Gefroren          | Frozen        | 24. Okt. 2009 | 13. Nov. 2008 |
| 7  | Aggression        | Surge         | 31. Okt. 2009 | 20. Nov. 2008 |
| 8  | Titanen           | Titans        | 7. Nov. 2009  | 4. Dez. 2008  |
| 9  | Fleisch           | Flesh         | 14. Nov. 2009 | 11. Dez. 2008 |
| 10 | H2O               | H2O           | 21. Nov. 2009 | 15. Jan. 2009 |
| 11 | Wunder            | Miracle       | 28. Nov. 2009 | 22. Jan. 2009 |
| 12 | Für alle Ewigkeit | Eternal       | 5. Dez. 2009  | 29. Jan. 2009 |
| 13 | Pinocchio         | Pinocchio     | 12. Dez. 2009 | 12. Feb. 2009 |
| 14 | Minamata          | Minamata      | 19. Dez. 2009 | 19. Feb. 2009 |
| 15 | Elektro           | Electro       | 2. Dez. 2010  | 26. Feb. 2009 |
| 16 | Untergrund        | Subway        | 9. Jan. 2010  | 5. März 2009  |
| 17 | Geruch            | Olfactus      | 16. Jan. 2010 | 12. März 2009 |
| 18 | Medea             | Medea         | 23. Jan. 2010 | 2. Apr. 2009  |